# Phryganea labefacta
Phryganea labefacta is een fossiele soort schietmot uit de familie Phryganeidae.